# Bouchea
Bouchea, biljni rod iz porodice sporiševki (Verbenaceae) smješten u tribus Duranteae. Pripada mu 13 američkih vrsta rasprostranjenih od juga SAD–a preko Srednje Amerike do Argentine na jug Tipična je vrsta južnoamerički polugrm Verbena pseudogervao A.St.-Hil., sinonim za Bouchea pseudogervao. 

## Opis
Rod je opisan u Linnaea 7(2): 252–254. 1832.  Pripadaju mu jednogodišnje raslinje, polugrmovi i grmovi.

## Vrste
1. Bouchea agrestis Schauer
2. Bouchea bifurca (Benth.) P.Moroni & N.O'Leary
3. Bouchea boliviana (Kuntze) Moldenke
4. Bouchea dissecta S.Watson
5. Bouchea glabrata (Moldenke) P.Moroni & N.O'Leary
6. Bouchea linifolia A.Gray ex Torr.
7. Bouchea nelsonii Grenzeb.
8. Bouchea notabilis Moldenke
9. Bouchea prismatica (L.) Kuntze
10. Bouchea pseudochascanum (Walp.) Grenzeb.
11. Bouchea pseudogervao (A.St.-Hil.) Cham.
12. Bouchea rusbyi Moldenke
13. Bouchea spathulata Torr.